# Eriocaulon parvicapitulatum
Eriocaulon parvicapitulatum är en gräsväxtart som beskrevs av Harold Norman Moldenke. Eriocaulon parvicapitulatum ingår i släktet Eriocaulon och familjen Eriocaulaceae. Inga underarter finns listade i Catalogue of Life.